# Megastethodon xanthorhinus
Megastethodon xanthorhinus is een halfvleugelig insect uit de familie schuimcicaden (Cercopidae). De wetenschappelijke naam van deze soort is voor het eerst geldig gepubliceerd in 1835 door Boisduval.